# Symfonie nr. 4 (Gernsheim)
Friedrich Gernsheim voltooide zijn Symfonie nr. 4 in Bes groot opus 62 in 1895. Het is zijn enige symfonie met een Duitse première. Zijn eerste drie symfonieën beleefden hun doop in Rotterdam op respectievelijk 25 februari 1875, 16 maart 1882 en 13 januari 1888. De vierde symfonie kreeg haar eerste uitvoering in Mainz, alwaar de componist toen verbleef. Op 21 januari 1896 kreeg de zaal aldaar een speelse en melodieuze symfonie te horen, waarin Gernsheim terugblikte op zijn onbezorgde jeugd. Toepasselijk is dat het manuscript van deze symfonie sinds 2004 te vinden is in het stadsarchief van Worms, geboorteplaats van Gernsheim. Zijn vierde symfonie was net zoals dat bij zijn grote concurrent (en af en toe vriend) Johannes Brahms het geval is, zijn laatste.
De delen hebben standaard aanduidingen, Gernsheim was qua muziek in deze symfonie behoudend:
1. Allegro
2. Andante sonstenuto
3. Vivace scherzando e con gracia
4. Allegro con spirito a giocosso

Ook de orkestratie liet voor een symfonie uit 1895 geen verrassingen zien:
- 2 dwarsfluiten, 2 hobo’s, 1 althobo, 2 klarinetten, 1 basklarinet, 2 fagotten
- 4 hoorns, 2 trompetten, 3 trombones,
- 1 pauken,
- violen, altviolen, celli, contrabassen

## Discografie
- Uitgave Arte Nova : Staatsphilharmonie Rheinland-Pfalz o.l.v. Siegfried Köhler